# Uzbekistán na Letních olympijských hrách 2000
Uzbekistán na Letních olympijských hrách v roce 2000 reprezentovala výprava 70 sportovců (52 mužů a 18 žen) ve 12 sportech.

## Medailisté
| Medaile | Jméno                     | Sport | Soutěž                         |
| ------- | ------------------------- | ----- | ------------------------------ |
| Zlato   | Mahammatkodir Abdoollayev | Box   | Muži velterová váha do 63,5 kg |
| Stříbro | Artur Tajmazov            | Zápas | muži volný styl do 130 kg      |
| Bronz   | Sergey Mihaylov           | Box   | Muži váha polotěžká do 81 kg   |
| Bronz   | Rustam Saidov             | Box   | Muži váha supertěžká nad 91 kg |